# 冠山管理处
冠山管理处是中华人民共和国江西省南昌市青山湖区（由南昌经济技术开发区代管）下辖的一个乡镇级行政单位。

## 历史沿革
青山湖区江西金牛集团（英雄开发区代管，是英雄开发区北园），于2010年改由南昌经济技术开发区代管，并将类似乡级单位改为冠山管理处。
2011年白水湖管理处代管的郭台村、天源村正式归给冠山管理处管辖。
2011年将南昌县南昌英雄开发区社会事务管理处（英雄开发区代管，现南昌县银三角管理委员会）五联村划给冠山管理处管辖（该村位于青山湖区境内，因为英雄开发区当时辖南北两区虽然处北区但是归南区镇级单位管辖）
2013年将白水湖管理处的枫林村划给冠山管理处管辖。

## 行政区划
冠山管理处下辖以下地区：
金丰社区、江西方向机厂家委会、江西变压器有限公司家委会、农业机构研究所家委会、五联村、郭台村、天源村、冠山社区、冠山分场生活区和南湖分场生活区。